# Mega Man 9
Mega Man 9, znany w Japonii jako Rockman 9: Yabō no Fukkatsu!! (jap. ロックマン9 野望の復活!!) – komputerowa gra platformowa na konsole Nintendo Wii, PlayStation 3 (dzięki usłudze PlayStation Network) i Xbox 360 (Xbox Live Arcade), stworzona przez Capcom i wydana w 2008 roku. Jest to dziewiąta część gry z serii Mega Man.
Gra Mega Man 9 została opracowana w wersji 8-bitowej Nintendo Entertainment System i stanowi powrót do czasu, w którym wygląd programu i oprawa dźwiękowa upodabnia Mega Mana do największych przebojów sprzed 20 lat. Dwa lata później firma Capcom postanowiła stworzyć sequel gry Mega Man 10, który również został opracowany w wersji 8-bitowej w NES-owym stylu.

## Fabuła
Akcja gry ma miejsce w futurystycznej przyszłości w XXI wieku w roku "20XX", gdzie kontynuowana jest przygoda z superbohaterem o imieniu Mega Man. Podstępny naukowiec Dr. Wily po raz kolejny chce zapanować nad światem, tworząc własną armię robotów. Sprzeciwia się temu Dr. Light i prosi o pomoc Mega Mana. Główny bohater musi wziąć sprawy w swoje ręce i ponownie staje do walki z kolejnymi 8 Mistrzami Robotów (Concrete Man, Splash Woman, Magma Man, Hornet Man, Jewel Man, Tornado Man, Plug Man i Galaxy Man), a w ostatecznej walce pokonać Dr. Wily'ego.